# الاتحاد الدولي لرياضة التسلق

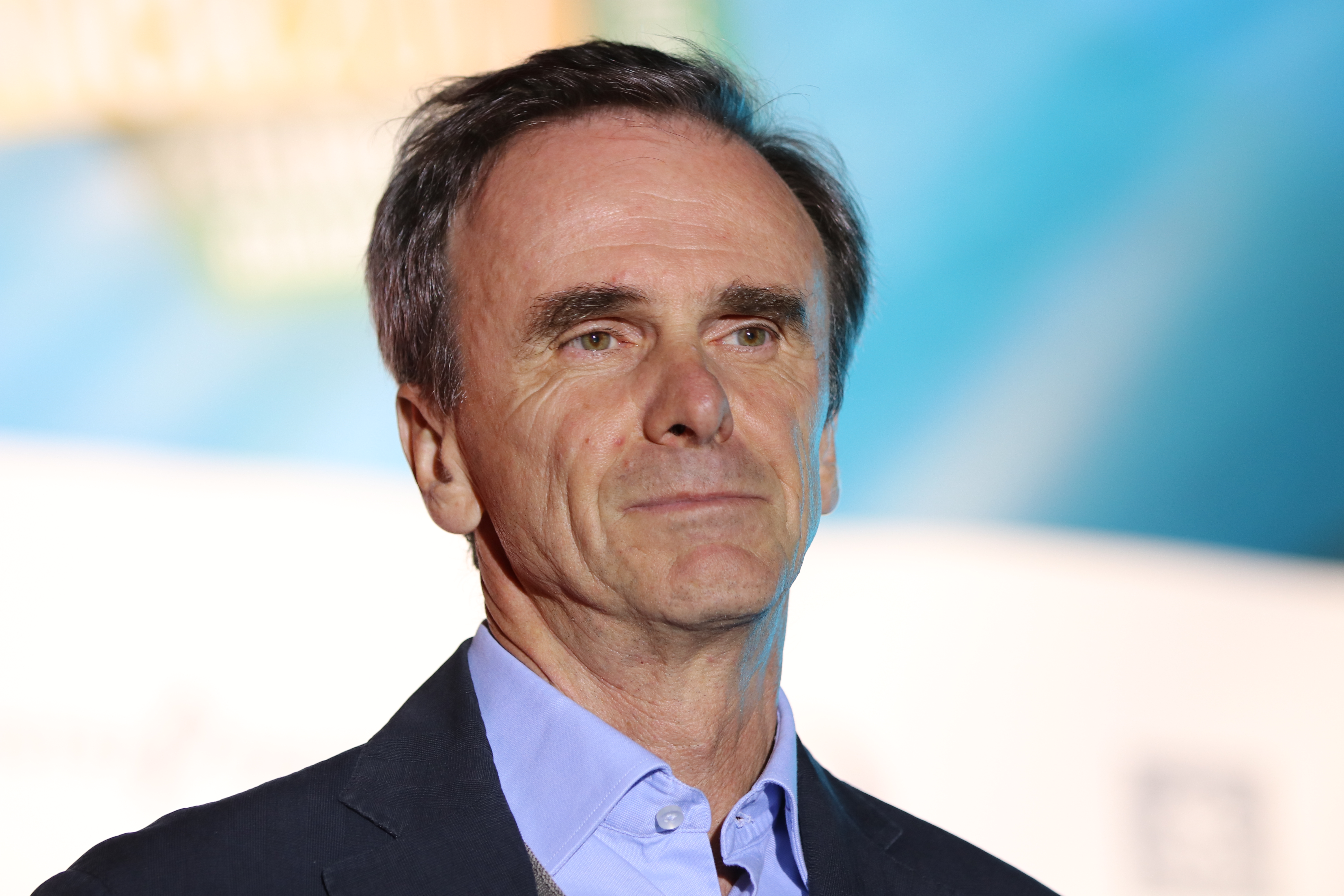
ماركو سكولاريس ، رئيس IFSC ، في عام 2017

الاتحاد الدولي لرياضة التسلق ( IFSC ) هي الهيئة الحاكمة الدولية لرياضة التسلق التنافسي،  والتي تتكون من تخصصات التسلق القيادي والتسبق السريع وبولدرنق. تأسست في فرانكفورت في 27 يناير 2007 من قبل 48 اتحادًا عضوًا، وهي استمرار للمجلس الدولي لمنافسات التسلق، الذي كان موجودًا من 1997 إلى 2007 وكان جزءًا من الاتحاد الدولي لتسلق الجبال (UIAA) ). 

## مسابقات
المسابقات الرئيسية التي تنظمها IFSC هي :

### كأس العالم
كأس العالم للتسلق IFSC عبارة عن سلسلة من المسابقات التي تقام سنويًا. يتنافس الرياضيون في ثلاثة تخصصات: التسلق القيادي التسلق السريع و بولدرنق . عدد المسابقات والأماكن تختلف من سنة إلى أخرى. أقيمت أول بطولة لكأس العالم تحت رعاية UIAA في عام 1989 ،  أقيمت كأس العالم تحت رعاية IFSC من عام 2007.

### بطولة العالم
بطولة العالم IFSC للتسلق هي مسابقة تقام كل عامين. يحدد هذا الحدث أبطال العالم من الذكور والإناث في التخصصات الثلاثة في التسلق القيادي التسلق السريع و بولدرنق وكذلك في شبه التسلق .

### بطولة العالم للشباب
بطولة IFSC العالمية للشباب هي مسابقة تقام سنويًا. يحدد هذا الحدث أبطال العالم من الذكور والإناث في ثلاثة مجالات: التسلق القيادي التسلق السريع و بولدرنق. لكل تخصص، يتم تجميع الرياضيين في ثلاث فئات عمرية: الشباب ب، الشباب أ والشباب.

### بطولة أوروبية
بطولة IFSC الأوروبية هي مسابقة تُقام مرة كل سنتين في السنوات التي لا تُقام فيها بطولة العالم. يحدد هذا الحدث أبطال أوروبا من الذكور والإناث في التخصصات الثلاثة التسلق القيادي، التسلق السريع و بولدرنق.

### كأس الشباب الأوروبي
كأس الاتحاد الأوروبي IFSC للشباب هو سلسلة من المسابقات تعقد سنويًا. يتنافس الرياضيون في ثلاثة تخصصات: التسلق القيادي، التسلق السريع و بولدرنق ويتم تجميعهم في ثلاث فئات عمرية: الشباب ب والشباب أ والشباب.

## الرؤساء
- 2007- : ماركو ماريا سكولاريس

## الأعضاء
في الجداول التالية قائمة بأعضاء الاتحادات الوطنية:  

### الأعضاء المنتسبين
| بلد       | الاتحاد                                                 | اختصار  |
| --------- | ------------------------------------------------------- | ------- |
| أندورا    | Federacio Andorrana de Muntanyisme                      | FAM     |
| بوليفيا   | Federación Boliviana de Ski y Andinismo                 | FEBSA   |
| الكاميرون | جمعية رياضة مونتانييه وإسكاليد                          | ASME    |
| كولومبيا  | Federación Colombiana de Deportes de Montaña y Escalada | FECDME  |
| كوستاريكا | Federación costarricense de Deportes de Montaña         | FECODEM |
| السلفادور | Federación Salvadoreña de montañismo y escalada         | FSME    |
| غواتيمالا | Federación Nacional de Andinismo de Guatemala           | FNAG    |
| هندوراس   | Federación Hondurena de Deportes de Montana y Escalada  | FEHDME  |
| لاتفيا    | الرابطة اللاتفية الألبينية                              | LAA     |
| ليتوانيا  | جمعية ليتوانيا للتسلق الرياضي                           | LCSA    |
| منغوليا   | اتحاد منغوليا لتسلق الجبال                              | MCMAC   |
| الفلبين   | جمعية التسلق الرياضي في الفلبين                         | سكابي   |

### إقليمي
| بلد               | الاتحاد                                               | اختصار |
| ----------------- | ----------------------------------------------------- | ------ |
| بيلاروس           | اتحاد جبال الألب روسيا البيضاء                        | BAF    |
| كاليدونيا الجديدة | لجنة منطقة مونتانييه ودو إسكاليد دي لا نوفيل كاليدوني |        |

### المراقبون
| بلد     | الاتحاد                                                | اختصار |
| ------- | ------------------------------------------------------ | ------ |
| النمسا  | نادي جبال الألب النمساوي                               | ÖAV    |
| إسبانيا | اتحاد تسلق الجبال الباسكي (Eusko Mendizale Federazioa) | EMF    |
| إسبانيا | Federaciò d'Entitats Excursionistes de Catalunya       | FEEC   |

## روابط خارجية
- الموقع الرسمي
 IFSC
- "Calendar of IFSC competitions". ifsc-climbing.org. مؤرشف من الأصل في 2020-06-04.
- "IFSC Rules". ifsc-climbing.org. مؤرشف من الأصل في 2020-06-04.